# Wätterschmöcker
Wetterschmöcker ist ein Schweizer Dokumentarfilm von Thomas Horat aus dem Jahr 2009. Er beschäftigt sich mit den sogenannten «Innerschwyzer Meteorologen».

## Handlung
In der Innerschweiz und besonders in der Region von Schwyz hat sich eine traditionelle Art der Wettervorhersage erhalten. Sie basiert nicht auf Satellitendaten und Computermodellen, sondern auf Beobachtungen des Verhaltens der Tiere und Pflanzen, auf den Wolkenbildern und den Winden. Eine Gruppe von einheimischen Männern betätigt sich dabei als Wetterpropheten, hier Wätterschmöcker genannt. Der Dialektbegriff heisst übersetzt Wetter-Schmecker und will sagen, dass diese Männer das Wetter schmecken, riechen und fühlen. Der Film begleitet die Wetterpropheten in ihrem Alltag. Dazu zählen auch die halbjährlichen Versammlungen des Vereins Innerschwyzer Meteorologen, der seit 1947 existiert. Er wurde gegründet als die Wettervorhersagen des Radios immer wichtiger wurden und will die Tradition der Wetterpropheten erhalten und pflegen.
Die im Film porträtierten Wetterpropheten sind:  Martin Holdener «Muser», Benny Wagner «Geissdädi»,  Martin Horat «Wättermissionär», Peter Suter «Sandstrahler», Karl Reichmuth «Steinbockjäger», Alois Holdener «Tannzäpfler» sowie Schinner Peter, der keinen Übernamen hat.

## Produktion
Der Film entstand in den Jahren 2007 bis 2009 und wurde in der Region von Schwyz und Einsiedeln gedreht: Rund um die beiden Mythen in Ilgau, in Hinterbergen im Stoosgebiet, im Riemenstaldental und in Muotatal. Seine Uraufführung war am Mythenforum Schwyz 2009. Der Film hatte ein Budget von 200'000 CHF das von folgenden Institutionen gedeckt wurde: Schweizer Fernsehen SRF, Amt für Kultur Kanton Schwyz, Ernst Göhner Stiftung, Avina Stiftung, Familien-Vontobel-Stiftung, Sparkasse Schwyz, Kantonalbank Schwyz, Victorinox, Roh-Arch GmbH.

## Musik
Die Musik zum Film wurde von den Musikern der einheimischen Volksmusik-Formation Hujässler eigens für den Film komponiert. Die Formation existiert seit 1998 und besteht aus jüngeren Musikern, welche traditionelle Schweizer Volksmusik auf moderne Art interpretieren. Sie sind in einer Szene im Film auch zu sehen und zwar spielen sie in einer Alpwirtschaft zur Unterhaltung des Publikums.

## Rezeption
Der Film erzeugte in den Jahren 2009 und 2010 ein breites Presse-Echo auch ausserhalb der Schweiz – so in Deutschland, Österreich und in den USA.

## Auszeichnungen und Festivals
Der Film wurde an folgenden Festivals gezeigt
- Solothurner Filmtage, 2010
- Doc Outlook, Nyon, 2010
- Der neue Heimatfilm, 2010
- Filmfestival Radstadt in Radstadt, Österreich, 2010
- Wisconsin Filmfestival, Madison, 2011
- Environmental Film Festival, Washington, D.C., 2012